# 경부 림프절병증

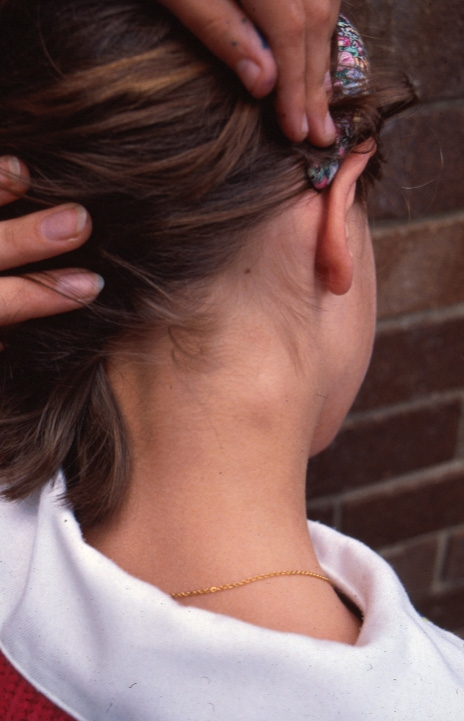
진드기로 인해 귀 뒤쪽에 위치한 목의 림프절이 커져 있다.

경부 림프절병증(cervical lymphadenopathy)은 목의 림프절에 발생한 림프절병증을 말한다. '림프절병증'이라는 용용어는 엄격히는 림프절에 발생한 질병을 가리키지만, 종종 림프절이 커지는 상황을 가리킬 때 쓰이기도 한다. 비슷하게 '림프절염'은 림프절에 생긴 염증을 가리키지만 림프절병증과 혼용되기도 한다.
경부 림프절병증은 진단명이 아닌 소견이나 증상이다. 원인은 염증성, 퇴행성, 신생물 등 다양하다. 성인에서 정상적인 림프절은 겨드랑이, 목, 사타구니 등에서 촉진할 수 있다. 12세 이하의 어린이에서는 1cm 정도 크기의 림프절은 촉진할 수 있으며 어떤 질환의 소견은 아니다. 만약 림프절이 염증이 생긴 이후 치유되지 않으면 계속 커진 채로 촉진될 수 있다. 어린이에서 가장 촉진되기 쉬운 경부 림프절병증은 반응성이나 감염성인 경우이다. 50세 이상 성인이라면 호흡계나 소화계의 암(가장 흔하게는 편평상피세포암)이 전이됐는지도 고려해야 한다.